# Batwoman (TV-serie)
Batwoman är en amerikansk TV-serie utvecklad av Caroline Dries, baserad på DC Comics karaktär med samma namn. Serien hade premiär på The CW den 6 oktober 2019.

## Rollista (i urval)

### Huvudroller
- Ruby Rose som Kate Kane / Batwoman (säsong 1)
- Rachel Skarsten som Beth Kane / Alice
- Meagan Tandy som Sophie Moore
- Nicole Kang som Mary Hamilton
- Camrus Johnson som Luke Fox
- Elizabeth Anweis som Catherine Hamilton-Kane (säsong 1)
- Dougray Scott som Jacob Kane
- Javicia Leslie som Ryan Wilder / Batwoman (säsong 2-nu)